# Сотниково (село, городской округ Ступино)
Сотниково — село в Ступинском районе Московской области в составе Городского поселения Малино (до 2006 года — входила в Дубневский сельский округ). На 2016 год в Сотниково 2 улицы — Железнодорожная и Просторная и 1 садовое товарищество, деревня связана автобусным сообщением с райцентром и соседними населёнными пунктами. Впервые в исторических документах селение упоминается в 1577 году.

## История
Постановлением Губернатора Московской области от 22 февраля 2019 года № 78-ПГ категория населённого пункта изменена с «деревня» на «село».

## Население
| 2002 | 2006 | 2010 |
| ---- | ---- | ---- |
| 49   | ↘33  | ↗42  |

Сотниково расположено в центральной части района, в 2,5 км к юго-западу от Малино по Староситненскому шоссе, на безымянном ручье верховьев реки Дубровка (левый приток Каширки), высота центра деревни над уровнем моря — 166 м. На окраине деревни расположена железнодорожная станция Сотниково Большого кольца Московской железной дороги, ближайший населённый пункт Савельево — севернее, на другой стороне шоссе.